# Wolfgang Scholl
Wolfgang Scholl (* 12. April 1944 in Herrnhut) ist ein deutscher Psychologe und Sozialwissenschaftler. Sein Forschungsschwerpunkt liegt auf dem Gebiet der Sozial- und Organisationspsychologie.

## Leben
Wolfgang Scholl studierte evangelische Theologie an der Augustana-Hochschule Neuendettelsau, den Universitäten Tübingen, Göttingen und Mainz sowie Psychologie und Sozialwissenschaften an der Universität Mannheim. 1975 promovierte er zum Dr. phil. in Sozialpsychologie an der Universität Mannheim.
1981 vertrat er den Lehrstuhl in Wirtschaftssoziologie an der Universität Stuttgart-Hohenheim. 1984 erhielt Scholl eine Professur für Wirtschafts- und Sozialpsychologie an der Georg-August-Universität Göttingen. 1993 erhielt er einen Ruf auf die Professur für Organisations- und Sozialpsychologie an der Humboldt-Universität zu Berlin (HU), wo er bis zur Pensionierung 2009 forschte und lehrte.

## Forschung
Scholls wissenschaftliche Schwerpunkte liegen in der Ausarbeitung einer interdisziplinären und anwendungsorientierten Sozial- und Organisationspsychologie. Er veröffentlichte theoretische und empirische Beiträge zur Gruppenforschung, zum Einfluss von Macht und Mitbestimmung, sowie zur Förderung von Wissen und Innovation in Organisationen. Ein Hauptinteresse liegt dabei in der Erforschung von Möglichkeiten und Effekten einer konstruktiven Konflikthandhabung, die durch die Berücksichtigung der Interessen aller Parteien gekennzeichnet ist.

## Werke
- mit Kerstin Kießler-Hauschildt: Partizipation und Macht in aufgabenorientierten Gruppen : e. Feldexperiment zur Theorie d. organisator. Bedingtheit von Gruppenprozessen. Zugl.: Mannheim, Univ., Fak. für Sozialwiss., Diss. K. Kiessler-Hauschildt, W. Scholl. Haag und Herchen, Frankfurt/Main 1976, ISBN 978-3-88129-008-1.
- mit Werner Kirsch , Günter Paul: Mitbestimmung in der Unternehmenspraxis : e. empir. Bestandsaufnahme. In: Projekt "Der Einfluss von Partizipation und Mitbestimmung auf unternehmenspolitische Entscheidungsprozesse". W. Kirsch, Herrsching 1984, ISBN 978-3-88232-039-8.
- mit Jan Pelz, Jörg Rade: Computervermittelte Kommunikation in der Wissenschaft. Waxmann, Münster; New York; München; Berlin 1996, ISBN 978-3-89325-445-3.
- Innovation und Information : wie in Unternehmen neues Wissen produziert wird. Hogrefe, Verl. für Psychologie, Göttingen; Bern; Toronto; Seattle 2004, ISBN 978-3-8017-1434-5.
- mit Kai Breitling, Hanna Janetzke, Alexandra Shajek: Innovationserfolg durch aktive Mitbestimmung : Die Auswirkungen von Betriebsratsbeteiligung, Vertrauen und Arbeitnehmerpartizipation auf Prozessinnovationen. Nomos Verlagsgesellschaft mbH & Co. KG, Baden-Baden 2013, ISBN 978-3-8452-6841-5.
- Alles Konstruktion? : Coaching-Wissenschaft und -Praxis. Kassel University Press, Kassel 2017, ISBN 978-3-7376-0321-8, doi:10.19211/KUP9783737603218 (uni-kassel.de [PDF]).